# كيم تود
كيم تود (بالإنجليزية: Kim Todd)‏ هي مؤلفة أمريكية، ولدت في 15 أبريل 1970.